# Outarde de Denham
Neotis denhami
Espèce
Statut de conservation UICN

 NT  : Quasi menacé
Statut CITES
L'Outarde de Denham (Neotis denhami) est une espèce d'oiseau appartenant à la famille des Otididae.
Cet oiseau vit en Afrique subsaharienne.

## Hommage
Le nom de l'espèce commémore l'explorateur britannique Dixon Denham (1786-1828), qui est le premier à avoir récolté cette espèce.

## Galerie

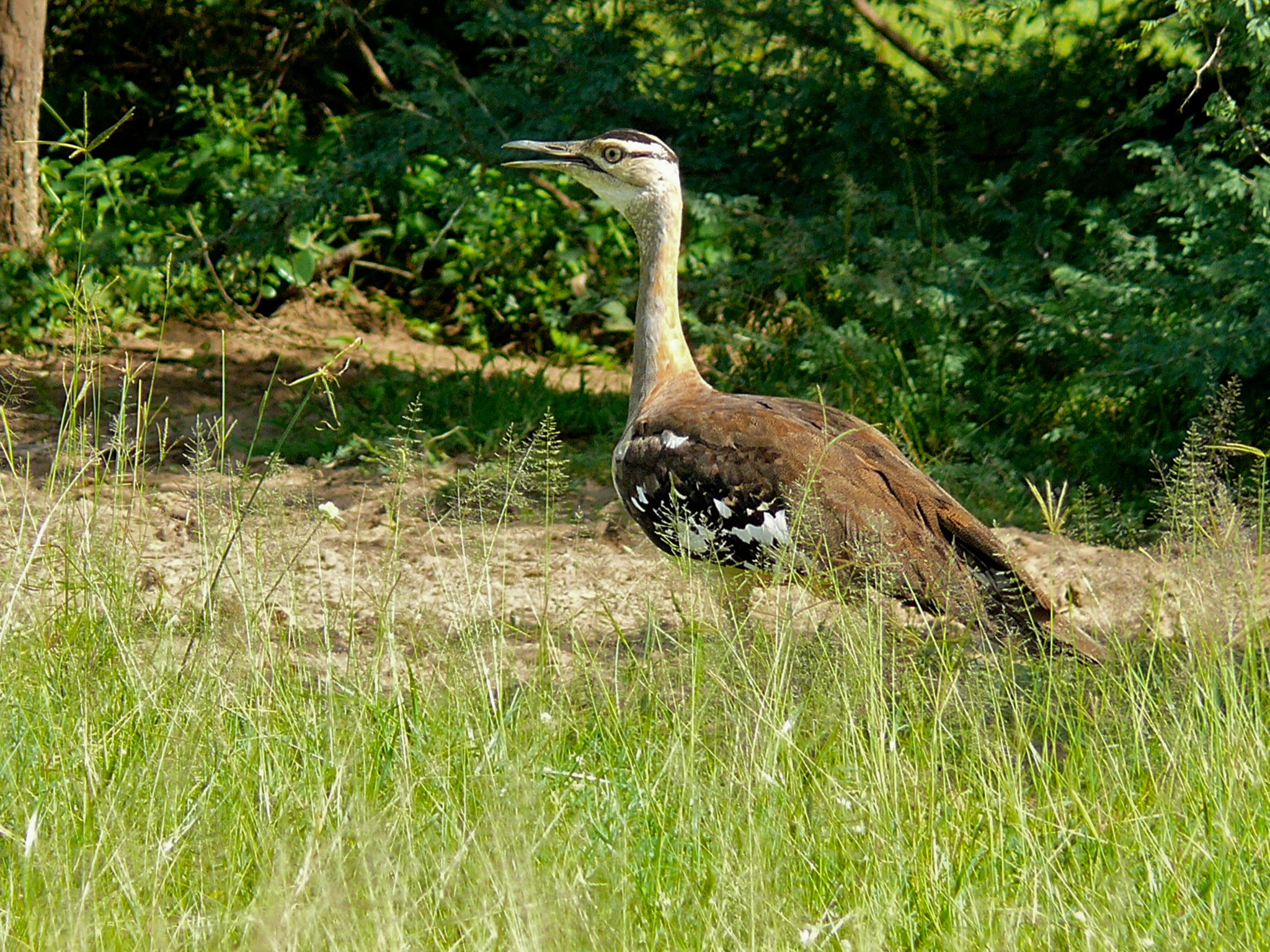
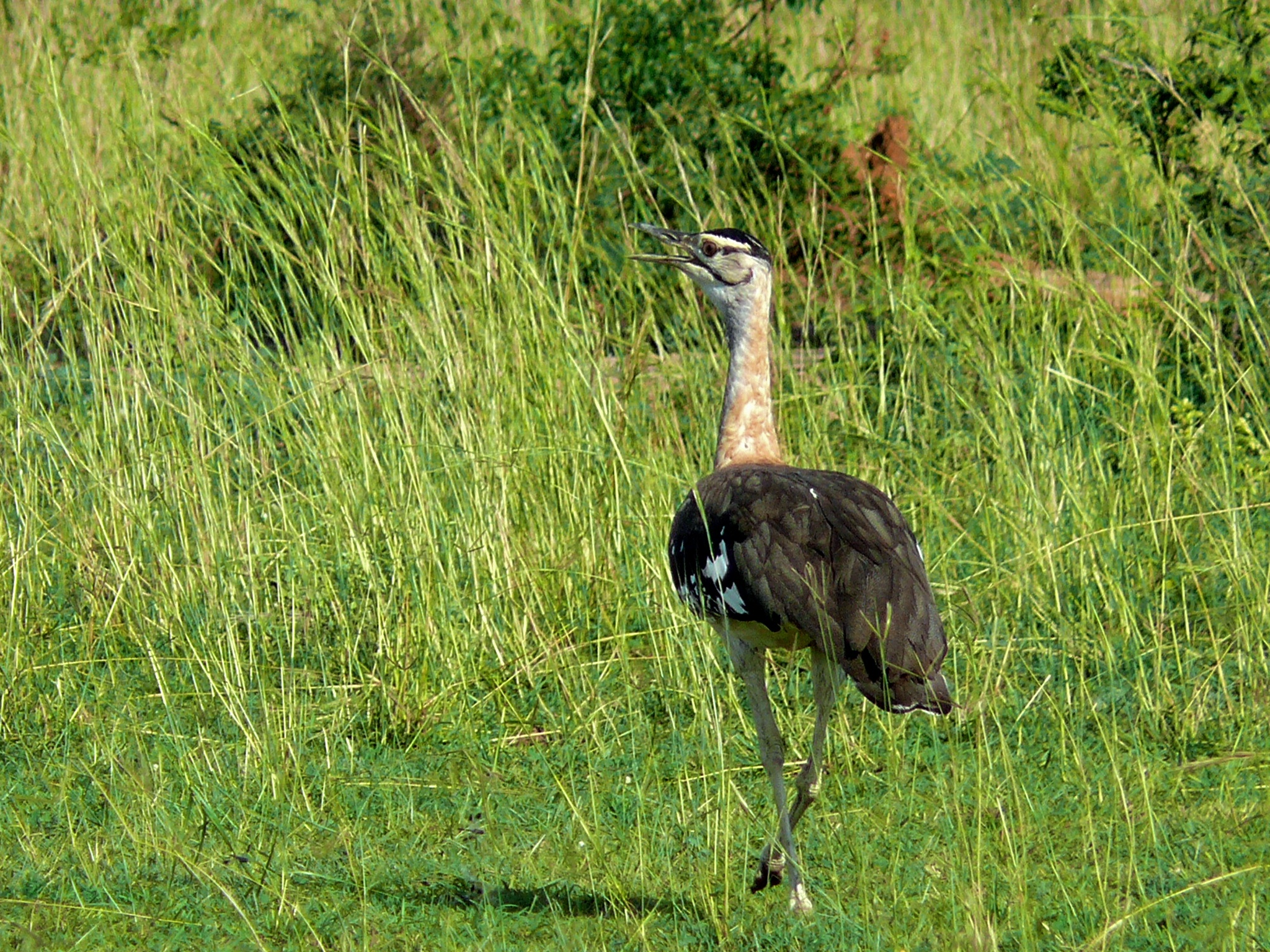
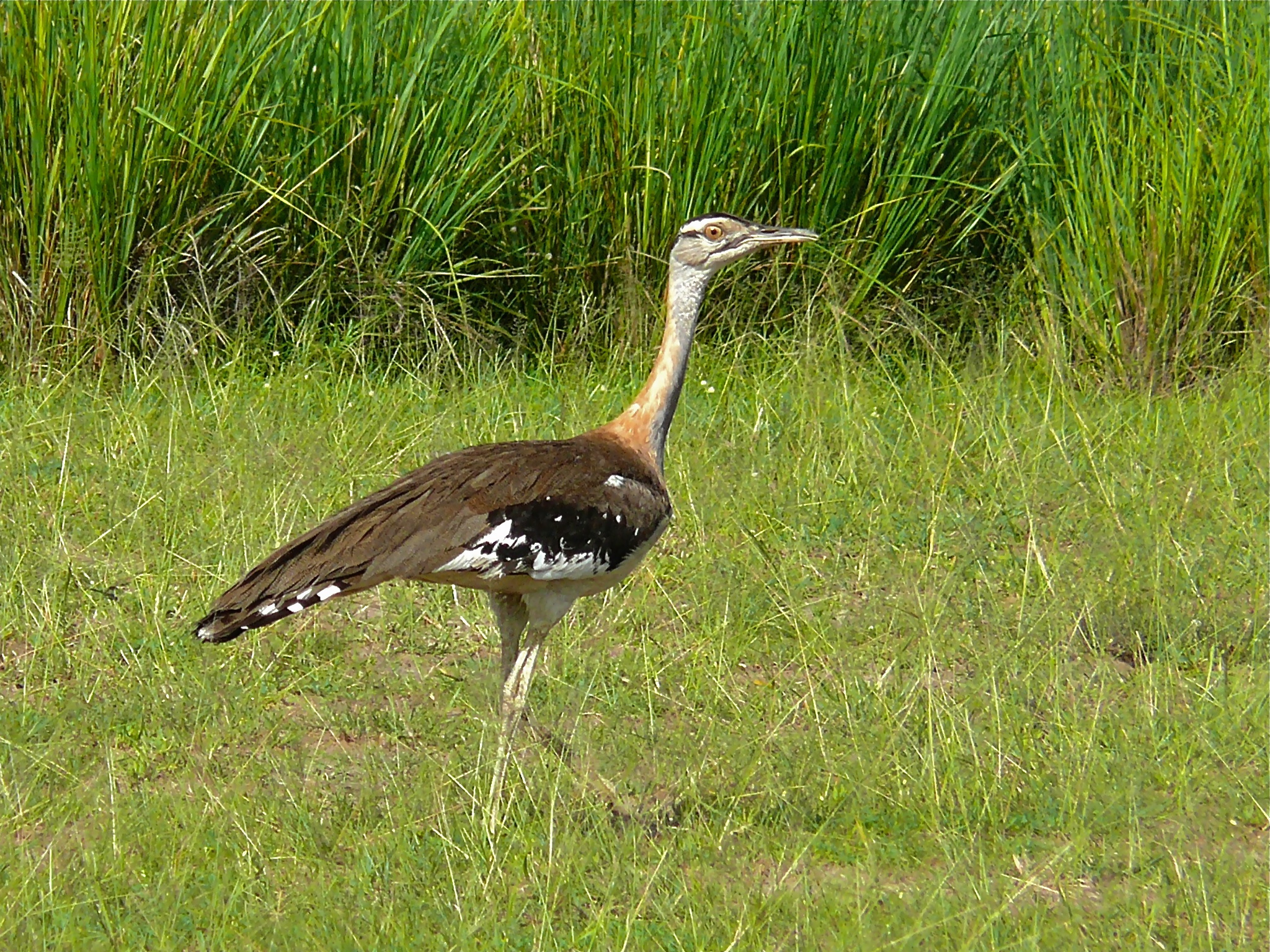